# David Chévez
David Fernando Chévez Solano (Lima, Provincia de Lima, Perú, 23 de junio de 1975) es un exfutbolista peruano. Jugaba como delantero central.

## Trayectoria

### Menores
Fue formado en la cantera de Alianza Lima.
Desde 2003 ejerce como entrenador, pasando por el Utah FC (2003), Adventage FC (2004) y la Roca FC (2005-actualidad)

### Profesional
Debutó en Alianza Lima en 1993. Además de jugar por el equipo blanquiazul, tuvo pasos por Deportivo Pesquero, Unión Minas, el Aris griego, Wydad de Marruecos, Estudiantes de Medicina, y el Utah FC estadounidense, club en el que se retiró en 2003.

## Estadísticas por club
| Club                    | País           | Temporada   | PJ | GF |
| ----------------------- | -------------- | ----------- | -- | -- |
| Alianza Lima            | Perú           | 1993 - 1995 | ?  | 1  |
| Deportivo Pesquero      | Perú           | 1996        | 18 | 4  |
| Alianza Lima            | Perú           | 1997 - 1998 | 42 | 21 |
| Aris de Salónica        | Grecia         | 1998 - 1999 | 8  | 0  |
| Alianza Lima            | Perú           | 1999 - 2000 | ?  | 12 |
| Wydad Athletic Club     | Marruecos      | 2000        | ?  | ?  |
| Alianza Atlético        | Perú           | 2001        | ?  | 0  |
| Unión Minas             | Perú           | 2001        | ?  | 7  |
| Estudiantes de Medicina | Perú           | 2002        | ?  | 3  |
| Sport Coopsol           | Perú           | 2002        | ?  | 1  |
| Utah Football Club      | Estados Unidos | 2003        | ?  | ?  |

## Palmarés
| Título           | Club         | País | Año  |
| ---------------- | ------------ | ---- | ---- |
| Torneo Apertura  | Alianza Lima | Perú | 1997 |
| Torneo Clausura  | Alianza Lima | Perú | 1997 |
| Primera División | Alianza Lima | Perú | 1997 |
| Torneo Clausura  | Alianza Lima | Perú | 1999 |